# Bure (Jura)
Bure (antiguamente en alemán Burnen) es una comuna suiza del cantón del Jura, situada en el distrito de Porrentruy. Limita al norte con las comunas de Villars-le-Sec (FRA-90) y Basse-Allaine, al este con Courchavon y Porrentruy, al sureste con Courtedoux, al sur con Haute-Ajoie, y al oeste con Fahy y Croix (FRA-90).

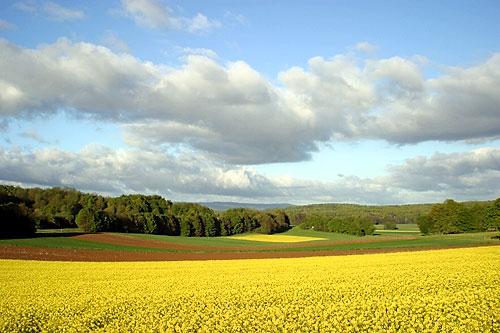
Vista de los campos de Bure.